# Dodonaea oxyptera
Dodonaea oxyptera är en kinesträdsväxtart som beskrevs av Ferdinand von Mueller. Dodonaea oxyptera ingår i släktet Dodonaea och familjen kinesträdsväxter. Inga underarter finns listade i Catalogue of Life.